# Toscanske arkipelag
Det toscanske arkipelag (italiensk Arcipelago Toscano) er syv øer som ligger mellem Liguriske Hav og Tyrrhenske hav, vest for Toscana i Italien.
Arkipelaget består af:
- Elba
- Pianosa
- Capraia
- Montecristo
- Giglio
- Gorgona
- Giannutri

Hele øgruppen har status som nationalpark, Parco Nazionale Arcipelago Toscano. Et areal på 945,90 km² blev i 2003 udpeget til biosfærereservat under UNESCOs Menneske og biosfære-programmet.
Elba er mest kendt som stedet hvor kejser Napoleon 1. blev forvist til efter slaget ved Leipzig i 1813 og sin abdikation i 1814. Han opholdt sig på øen i 300 dage, og undslap så tilbage til Paris hvor han på ny greb magten og fortsatte med en stor hær mod Waterloo.
Montecristo har givet navn til Alexandre Dumas' roman Greven af Monte Cristo, men bogens beskrivelse af øen stemmer ikke med virkeligheden.
Øernes relative nærhed til den toscanske kyst har gjort dem til populære turistmål.

## Billeder
- L'Enfola, Elba
- Scaglieri, Elba
- Cala Giovanna, Pianosa
- Capraia
- Montecristo
- Napoleons hus i Portoferraio, Elba
- Cannelle, Giglio
- Giannutri
- Gorgona
- Palazzo della Specola, Pianosa